# Juan Gómez de Mora
Juan Gómez de Mora (Conca, 1586 - Madrid, 1648) fou un arquitecte espanyol del primer barroc, que va treballar sobretot a Madrid.

## Biografia
Era nebot de l'arquitecte Francisco de Mora i fill de Juan Gómez, pintor de Conca establert a Madrid en 1592 i pintor de cambra de Felip II d'Espanya en 1593. Va començar a ajudar el seu oncle en algunes obres i, en morir aquest en 1610 fou nomenat mestre major de les obres del Reial Alcàsser de Madrid i arquitecte de Felip III. A Madrid, destacaren les seves obres en la Plaza Mayor, continuant el projecte de son oncle, la presó de la Cort i l'edifici de l'ajuntament. També són obres seves el retaule major del monestir de Guadalupe (Càceres), l'edifici de la Clerecía de Salamanca i l'Hospital de la Encarnación de Zamora.

## Obres
| Any       | Nom                                                                   | Ubicació            | Descripció | Imatge exterior                          | Imatge interior |  |
| --------- | --------------------------------------------------------------------- | ------------------- | --- | ---------------------------------------- | --------------- |  |
| 1609      | Traça del retaule major del monestir de Guadalupe                     | Guadalupe (Càceres) | Traça i arquitectura; amb pintures d'Eugenio Cajés i Vicente Carducho; escultures de Giraldo de Merlo. |                                          | Retaule         |  |
| 1609-1625 | Palau de Los Consejos o d'Uceda                                       | Madrid              | També s'atribueix el projecte a Francisco de Mora; Gómez de Mora en dirigí les obres i Alonso de Trujillo les executà. Avui, Consejo de Estado |                                          |                 |  |
| 1612      | Grades, cor i sagristia del monestir de les Descalzas Reales          | Madrid              | L'actual fou reformat en el segle xviii. |                                          |                 |  |
| 1615      | Projecte de l'església del Sacramento                                 | Madrid              | Construïda entre 1671 i 1744. Avui, Catedral Castrense. |                                          |                 |  |
| 1617-1619 | Continuació de la urbanització de la Plaza Mayor Casa de la Panadería | Madrid              | Ordenació de les façanes porticades i del seu entorn, com les cases de la Cava de San Miguel i la Casa de la Panadería, continuant el projecte de Francisco de Mora.                                                                                                |                                          |                 |  |
| 1613      | Convent de San Gil                                                    | Madrid              | Convent d'agustins. Desaparegut el 1810 per a fer la Plaza de Oriente. | El convent a la vista plànol de Teixeira |                 |  |
| 1617-1636 | Convent de les Bernardas                                              | Alcalá de Henares   | S'havia atribuït a Sebastián de la Plaza. |                                          |                 |  |
| 1617-1662 | Pati de Sant Tomàs de Villanueva (Colegio de San Ildefonso)           | Alcalá de Henares   | Acabat per José Sopeña. |                                          |                 |  |
| 1617-1754 | Real Colegio del Espíritu Santo                                       | Salamanca           | Avui, La Clerecía. |                                          |                 |  |
| 1619-1636 | Remodelació de la façana meridional del Reial Alcàsser de Madrid      | Madrid              | Desaparegut en l'incendi de 1734. Encarregada per Felip III, Francisco de Mora projecta la façana per tal d'harmonitzar-la amb la Torre Dorada; les obres, però, les farà Juan Gómez de Mora, que modificarà el projecte inicial i projectarà la façana definitiva. |                                          |                 |  |
| 1622-1639 | Catedral de la Magdalena                                              | Getafe              | Obres dirigides per Bartolomé de Barreda. |                                          | \|              |  |
| 1624      | Convent d'Agustinas Recoletas                                         | Pamplona            | Obres dirigides per Juan de Ciriza. |                                          |                 |  |
| 1625      | Projecte del mur de Felip IV ("Cerca de Felipe IV")                   | Madrid              | Muralla que encerclava Madrid. Desaparegut el 1868, només en queden dos fragments petits. |                                          |                 |  |
| 1625      | Palau ducal                                                           | Medinaceli          | Enderrocada el 1865, se'n conservà l'escultura, de Gaspar Ordóñez. Se'n feu una rèplica el 1998, instal·lada a la Plaza de Santa Cruz. |                                          |                 |  |
| 1627-1635 | Palau de La Zarzuela                                                  | Madrid              | Reformat diverses vegades. | Palau                                    |                 |  |
| 1629-1636 | Presó de la Cort                                                      | Madrid              | Avui, seu del Ministeri d'Afers Exteriors. |                                          |                 |  |
| 1629      | Hospital de la Encarnación                                            | Zamora              | |                                          |                 |  |
| 1636      | Reforma de la Torre de la Parada                                      | Madrid              | Als jardins del Palau del Bon Retir. Desapareguda en 1714, en un incendi. |                                          |                 |  |
| 1639-1648 | Monestir d'agustines descalces de Santa Isabel                        | Madrid              | En col·laboració amb Jerónimo Lázaro Goiti. |                                          |                 |  |
| 1641-1648 | Nuestra Señora de Loreto                                              | Madrid              | Desaparegut. En col·laboració amb Jerónimo Lázaro Goiti. |                                          |                 |  |
| 1644-1692 | Casa de la Villa                                                      | Madrid              | A partir de 1648, continua les obres José de Villarreal. |                                          |                 |  |
| 1649-1660 | Pont de Toledo                                                        | Madrid              | Desaparegut en 1671. L'actual fou projectat per Pedro de Ribera. |                                          |                 |  |